# Vogelstang

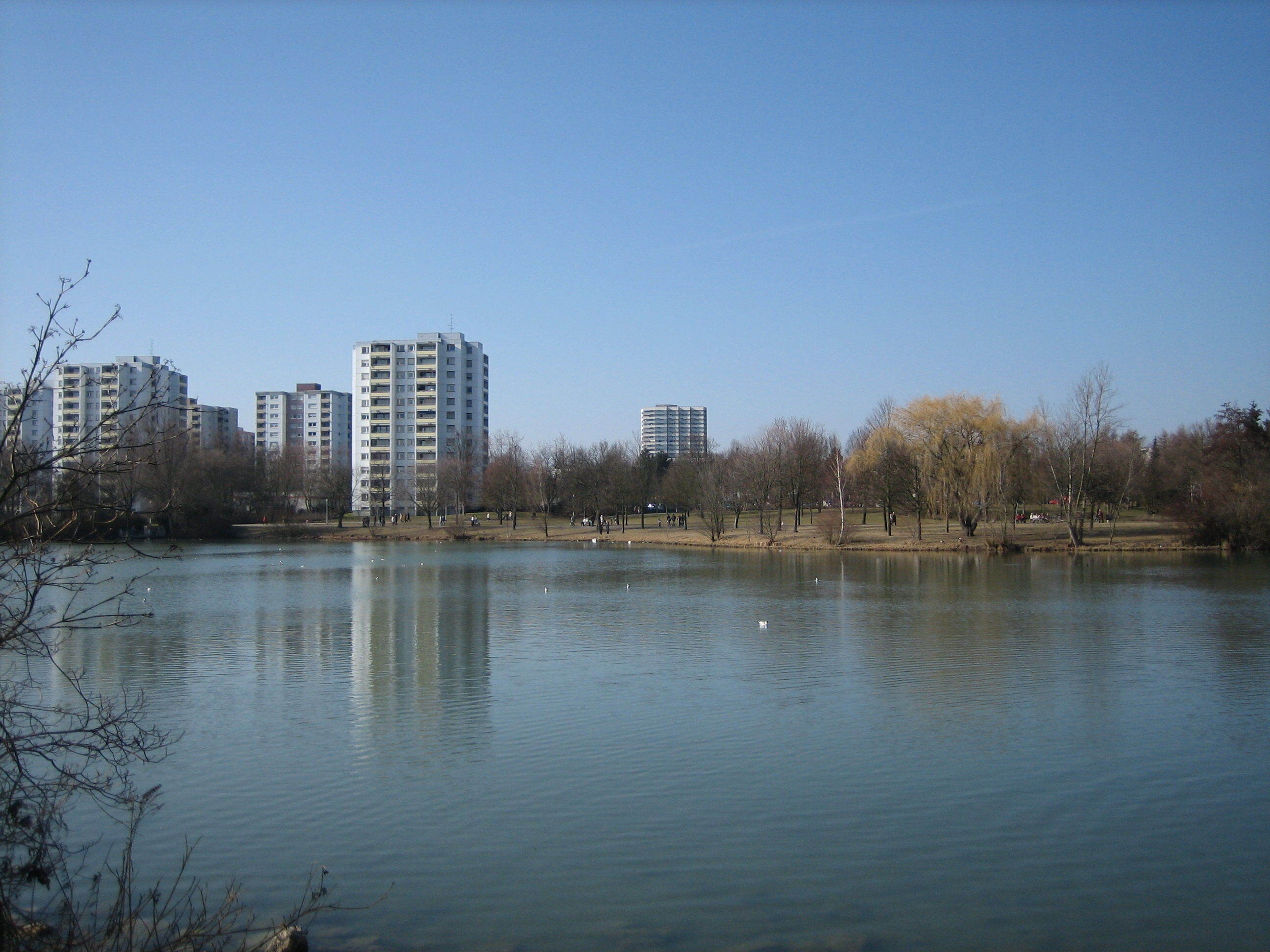
Skyline der Vogelstang vom Vogelstangsee aus betrachtet

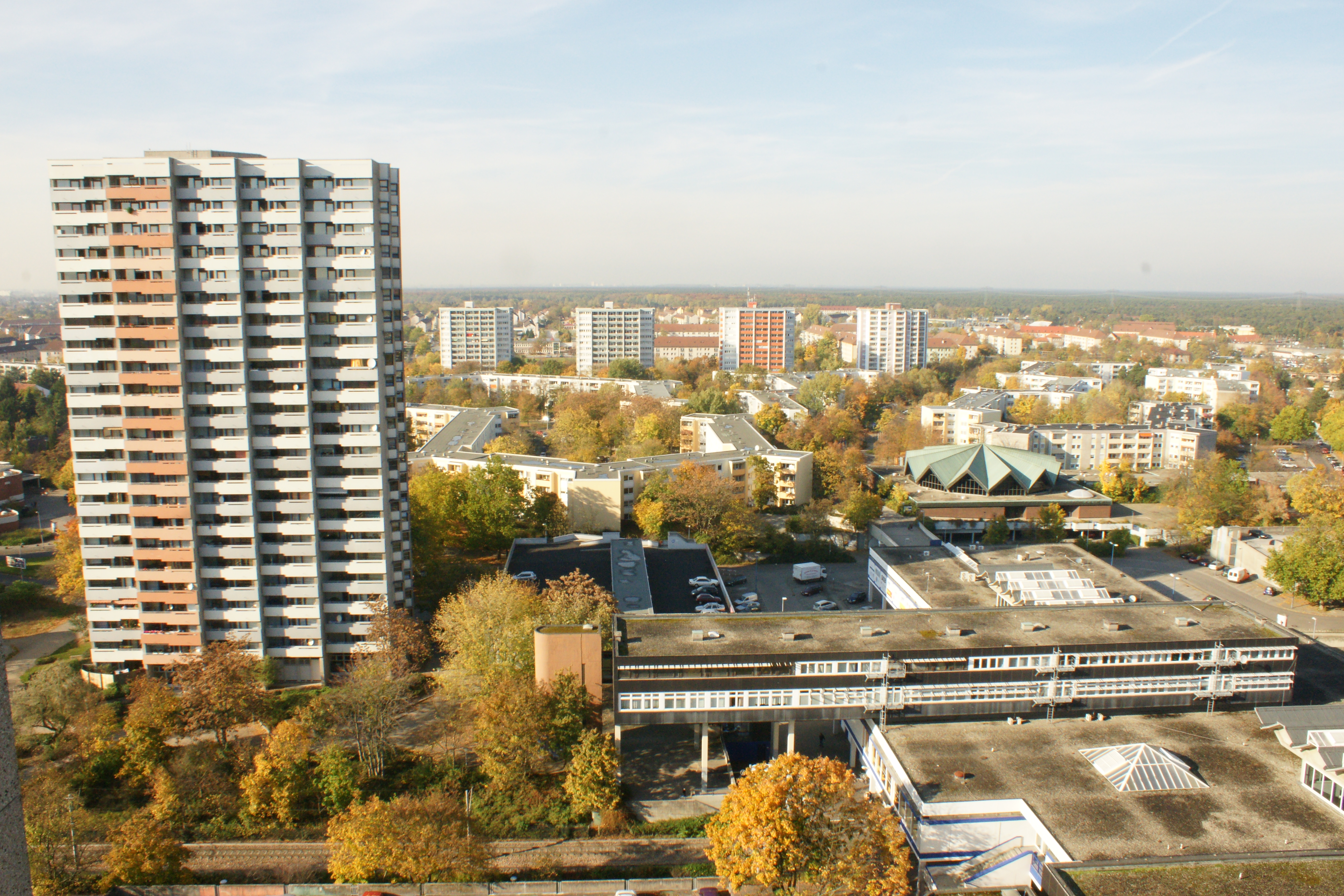
Mannheim-Vogelstang von einem der drei 22-stöckigen Hochhäuser aus betrachtet. Hinter den 13-stöckigen Hochhäusern endet der Stadtteil.

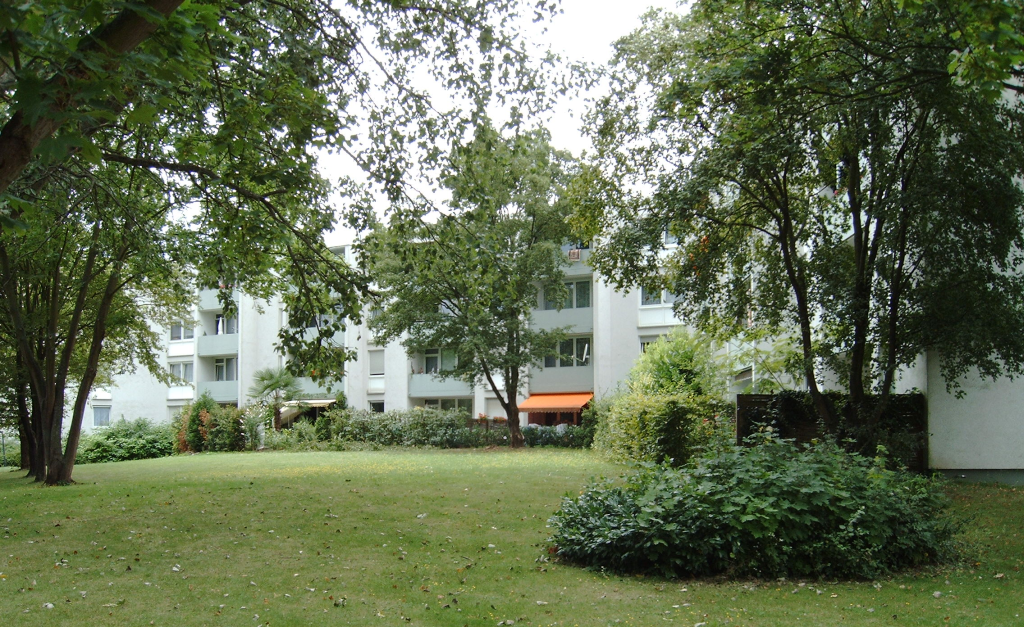
Viergeschossige Y-Bauten

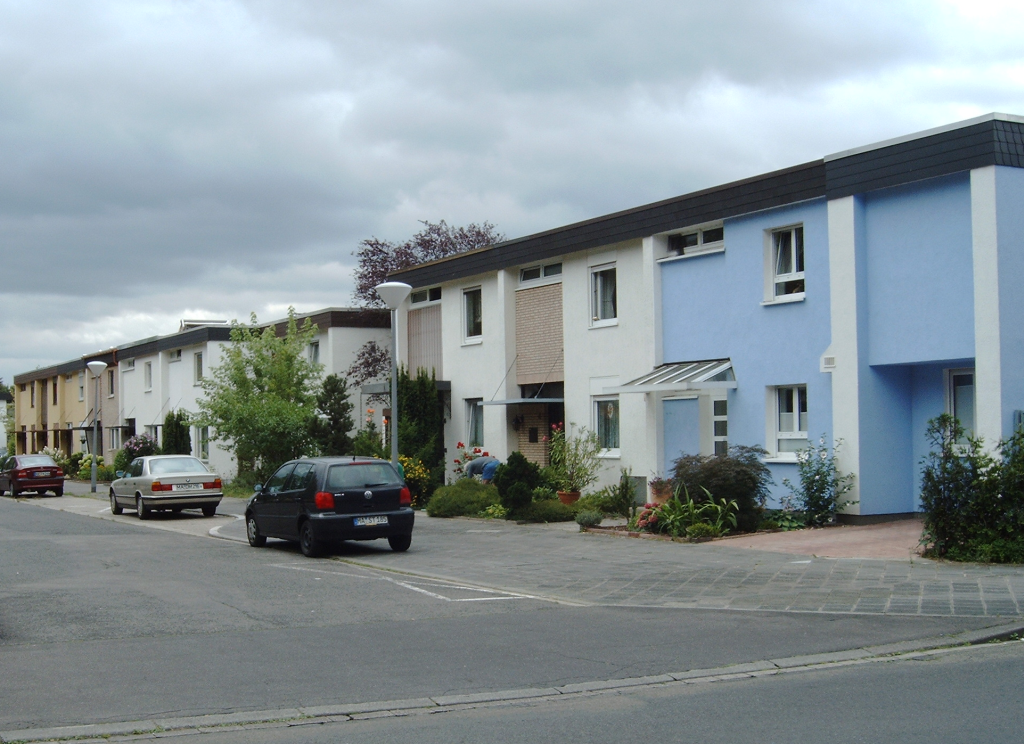
Einfamilienhäuser

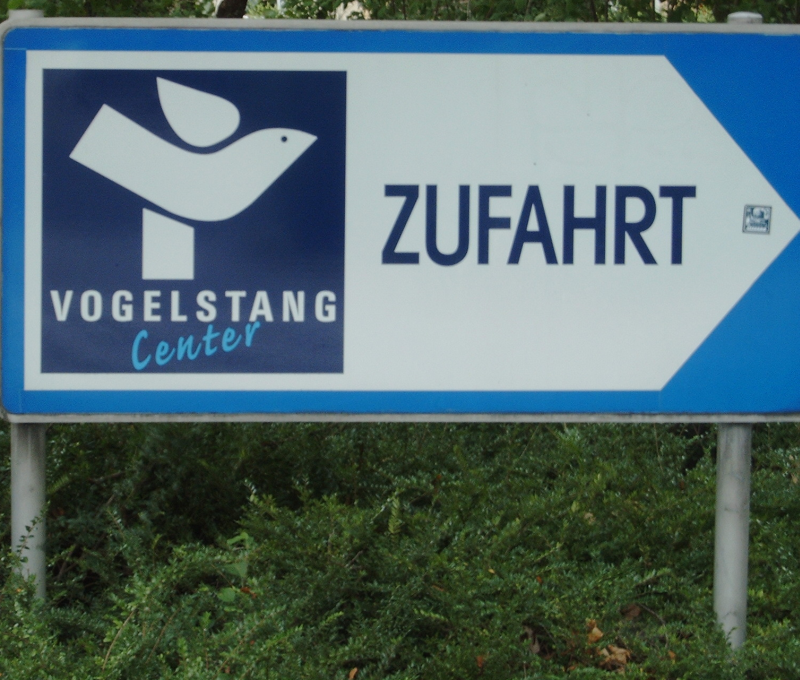
Emblem der Vogelstang

Vogelstang ist ein Stadtteil und gleichzeitig ein Stadtbezirk von Mannheim. Die Großwohnsiedlung wurde in den 1960ern planmäßig angelegt.

## Geographie
Vogelstang liegt im östlichen Teil Mannheims. Im Westen grenzt der Stadtteil an Käfertal, im Osten an Wallstadt. Im Süden liegt ein ehemaliger Baggersee, der als Naherholungsgebiet dient. Im Nordosten befindet sich das Viernheimer Kreuz sowie die Stadt Viernheim (Hessen) mit dem Rhein-Neckar-Zentrum.
Südlich der heutigen Wohnbebauung, etwa auf Höhe der Seen, verlief vor 10.000 Jahren eine Neckarschlinge. Der größere Teil des Gebietes zählte bis zur Eingemeindung zu Wallstadt, der kleinere Teil zu Käfertal. Bewirtschaftet wurde es mehrheitlich von Käfertaler Bauern. Sie bauten bis zum Schluss hauptsächlich Sonderkulturen wie Spargel und Tabak an.

## Geschichte
Bereits im 19. Jahrhundert wurden fränkische Gräber entdeckt. Später, beim Bau der Siedlung Vogelstang, wurden mehr als 5.000 Fundstücke aus allen zeitgeschichtlichen Perioden seit der Altsteinzeit geborgen.
Ab 1928 entstand eine kleine Siedlung, die bis 1940 etwa 40 Häuser umfasste. Sie befand sich im Nordwesten des heutigen Stadtteils an den Straßen Auf der Vogelstang und Eberswalder Weg.
Ausgangslage für die Planung des neuen Stadtteils war die Wohnungsnot, die Anfang der 1960er-Jahre in Mannheim herrschte. Mehr als 12.000 Familien und 2.000 Einzelpersonen galten 1964 als wohnungssuchend. Ab 1959 wurde in der Stadtverwaltung über die Entstehung eines neuen Stadtteils nachgedacht. Mannheims Erster Bürgermeister Ludwig Ratzel war maßgeblich in die Planung und Entstehung der Vogelstang involviert. Ein Großteil des Projekts wurde von der GEWOG, einer Tochter der Neuen Heimat, umgesetzt, die die Gesamtkosten auf 500 Millionen D-Mark bezifferte. Der Name „Vogelstang“ wurde von einem dortigen alten Gewann- oder Flurnamen übernommen.
Auf Grundlage der sehr günstigen Lage mit einer Entfernung von 5 bis 6 km zum Stadtzentrum, dem einfachen Anschluss an die Infrastruktur und ohne belästigende Industrie wurde das Gebiet zwischen Käfertal und Wallstadt erschlossen. Es gehörte ursprünglich 400 Grundstückseigentümern. Die Grundsteinlegung fand am 10. September 1964 statt. Der Grundstein ist heute im Hochhaus Geraer Ring 10 eingemauert. Die aufgelockerte Bebauung sorgte für eine vergleichsweise niedrige Nettowohndichte. Die GFZ-Kennziffer ist nur halb so groß wie bei in der gleichen Zeit entstandenen Großwohnsiedlungen, etwa Berlin-Gropiusstadt, Hamburg-Steilshoop und Heidelberg-Emmertsgrund. Außerdem wurde durch die Schaffung von sozialem Wohnraum, Eigentumswohnungen und Einfamilienhäusern darauf geachtet, dass die soziale Durchmischung den herkömmlichen Mannheimer Stadtteilen entsprach.
Geplant war, pro Jahr 1.200 Wohneinheiten zu errichten, bis nach fünf Jahren etwa 5.500 Wohnungen Platz für 20.000 Menschen bieten konnten. Zeitweilig galt die Vogelstang als größte Baustelle Süddeutschlands. In der ersten Bauphase wurden viergeschossige Bauten an der Brandenburger Straße und Auf der Vogelstang erstellt. Bereits am 1. Dezember 1965 konnten die ersten 76 Familien ihre Wohnungen beziehen. 1968 lud die Neue Heimat zum Vogelstang-Richtfest ein. Ein Jahr später wurde das Einkaufszentrum eröffnet. Zu diesem Zeitpunkt lebten bereits 9.500 Menschen auf der Vogelstang und die Stadtbezirke Friedrichsfeld und Wallstadt waren an Einwohnerzahl überholt. Im Dezember 1969 wurde die Straßenbahnstrecke ins Mannheimer Zentrum eröffnet. 1974 waren die Stadtbüchereifiliale und das Hallenbad fertiggestellt.
Wegen der Gründung auf Mannheimer Gemarkung war der junge Stadtteil nie selbständig und besitzt daher kein historisches Wappen. Nach Anregung der Neuen Heimat und des Architekturbüros Striffler entwarf der Künstler Emil Kiess 1969 ein Emblem mit einem stilisierten Vogel. Es wird von den Vereinen genutzt und findet sich auf Hinweisschildern und Fahnen.
Einwohnerentwicklung der wohnberechtigten Bevölkerung (incl. Nebenwohnsitze):
| Jahr      | 1961 | 1969  | 1974   | 1989   | 1997   | 2006   |
| --------- | ---- | ----- | ------ | ------ | ------ | ------ |
| Einwohner | 215  | 9.500 | 18.000 | 14.650 | 13.864 | 13.554 |

## Politik, Verwaltung
Nach der Hauptsatzung der Stadt Mannheim hat jeder Stadtbezirk einen Bezirksbeirat, dem 12 dort wohnende Bürger angehören, die der Gemeinderat entsprechend dem Abstimmungsergebnis der Gemeinderatswahl bestellt. Sie sind zu wichtigen Angelegenheiten, die den Stadtbezirk betreffen, zu hören und beraten die örtliche Verwaltung sowie Ausschüsse des Gemeinderats.
| Partei                      | 2019 | 2014 | 2009 | 2004 | 1999 | 1994 |
| --------------------------- | ---- | ---- | ---- | ---- | ---- | ---- |
| CDU                         | 3    | 5    | 5    | 6    | 7    | 4    |
| SPD                         | 3    | 5    | 5    | 5    | 5    | 6    |
| GRÜNE                       | 2    | 0    | 1    | 0    | 0    | 1    |
| Mannheimer Liste            | 1    | 1    | 1    | 1    | 1    | 0    |
| Die Linke                   | 1    | 1    | -    | -    | -    | -    |
| Alternative für Deutschland | -    | 1    | -    | -    | -    | -    |

Als einer der elf äußeren Stadtbezirke besitzt Vogelstang einen Bürgerservice, in dem städtische Dienstleistungen wie Kfz-Zulassung, Meldeangelegenheiten, Parkausweis usw. angeboten werden.

## Kultur und Sehenswürdigkeiten

### Bauwerke
Von den 5.500 Wohnungen wurden 15 % im Flachbau, 68 % im Mittelhochbau (vier Stockwerke) und 16 % im Hochbau geplant und gebaut. In der Mitte des Gebiets entstand nach einem Entwurf von Helmut Striffler ein Einkaufszentrum, um das er drei Punkthochhäuser gruppierte, mit je 198 Wohnungen verteilt auf 23 Etagen und einer Höhe von 70 Metern. Charakteristisch für die viergeschossigen Mittelhochbauten, die den Schwerpunkt der Bebauung darstellen, ist der Y-Grundriss. Zwischen den Wohnhäusern wurden mit Hilfe von Landschaftsarchitekten großzügige Freiräume und Grünanlagen geschaffen.

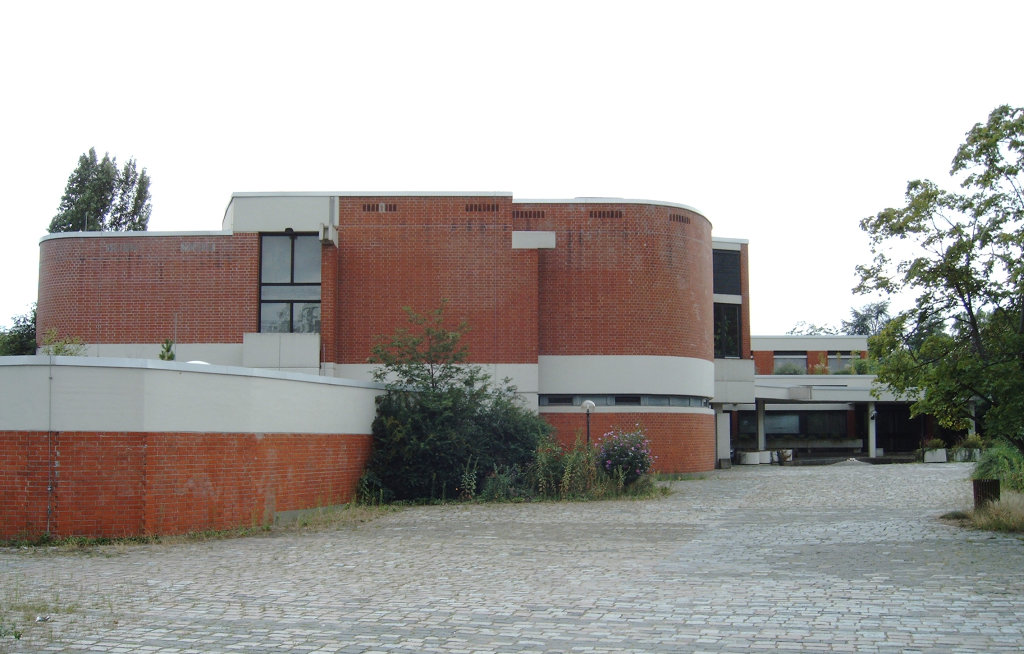
Evangelisches Gemeindezentrum

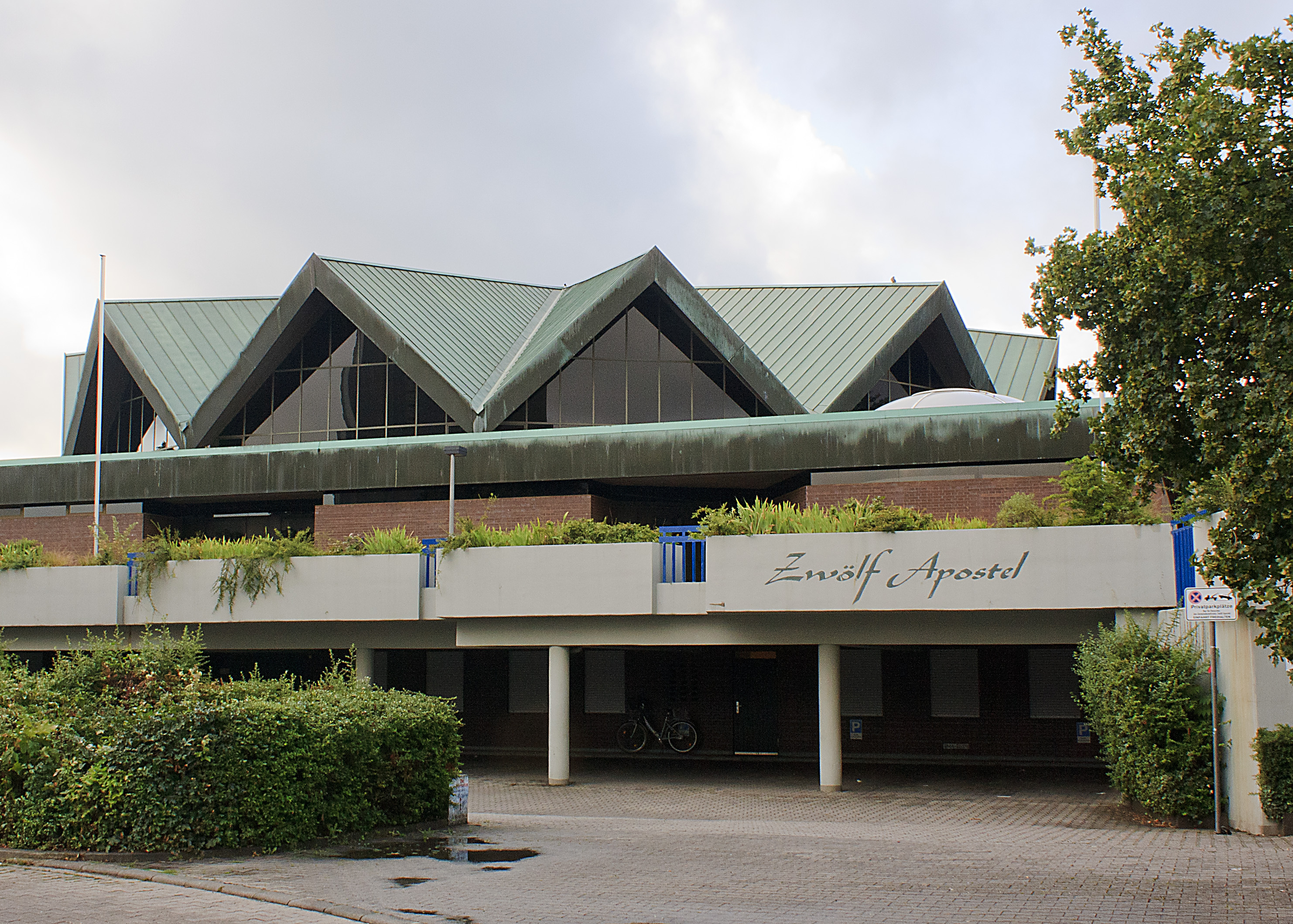
Katholische Zwölf-Apostel-Kirche

### Kirchen
Die evangelische und die katholische Gemeinde nutzten zunächst gemeinsam ab 1966 eine Holzbaracke als Notkirche. Zwei Jahre später stellte Carlfried Mutschler das evangelische Gemeindezentrum fertig. Der rotverklinkerte, organische Bau hebt sich bewusst von der Umgebung ab und umfasst Pfarr- und Gemeindehaus und Kindergarten. Die im Entwurf vorgesehene Kirche sowie ein Altersheim wurden aus finanziellen Gründen nicht realisiert.
Die katholische Zwölf-Apostel-Kirche wurde bis 1969 errichtet. Der Zeit entsprechend wurde auf einen äußerlich beherrschenden Glockenturm verzichtet. Der Kirchenraum selbst soll für die Menschen einladend sein. Die Architektur enthält kirchliche Symbolik. Das zwölfeckige Faltdach verweist auf die Apostel. In die Kirche führen sieben Portale, die radial zum Zentrum des Altars führen. Im Inneren umspannt ein 100 Meter langer Zwölf-Apostel-Fries den Raum.

### Freizeit
Das Naherholungsgebiet stellt den angrenzenden Siedlungsgebieten Vogelstang, Wallstadt und Feudenheim eine landschaftlich interessant gestaltete Erholungsfläche zur Verfügung. Das Zentrum dieses Gebietes bilden die beiden Vogelstang-Seen. Der obere, etwa 1,70 m tiefe See wird durch eine Pumpenanlage aus dem unteren See gespeist. Er ist durch eine Lehmschicht abgedichtet. Der etwa 5 m tiefer liegende untere See ist eine ehemalige Kiesgrube und erheblich tiefer. Der untere See ist ein Grundwassersee. Weiterhin gibt es in diesem Naherholungsgebiet eine Bezirkssportanlage, einen Reiterhof, zwei Kleingartenanlagen und eine Tennisanlage. Außerdem existiert in unmittelbarer Nähe das Sportgelände des SSV Vogelstang, mit einem Fußballplatz und einer Beachvolleyball-Anlage.

## Wirtschaft und Infrastruktur
Das Einkaufszentrum liegt zentral in der Mitte der Vogelstang. Östlich der Wohnbebauung liegt ein kleines Gewerbegebiet.

### Verkehr
Das Stadtteilzentrum sollte vor Durchgangsverkehr geschützt werden, darum wurden vor allem Stichstraßen gebaut, die über Peripheriestraßen verbunden sind. Zudem wurden die Zufahrtsstraßen baulich in Form von Grundstückszufahrten ausgebildet. Der Antrag, die Höchstgeschwindigkeit auf 30 km/h festzusetzen, wurde 1969 noch vom Regierungspräsidium Karlsruhe abgelehnt. Zehn Jahre danach wurden einige Straßen reguliert und kurze Zeit später dann flächendeckend Tempo-30-Zonen eingeführt. In einem bundesweiten Vergleich des HUK-Verbands wurde 1976 festgestellt, dass die Unfallzahlen nur halb so groß waren wie in zeitgleich gebauten Siedlungen.
Im Westen und Osten verlaufen Umgehungsstraßen an der Vogelstang vorbei. Im Norden führt die Bundesstraße 38 einerseits in die Mannheimer Innenstadt und stellt in östlicher Richtung die Autobahnanbindung an die A 6 Frankfurt/Basel her.
Die in die Mannheimer Innenstadt führende Stadtbahnlinie 7 wird von der RNV betrieben und führt darüber hinaus bis nach Ludwigshafen-Oppau

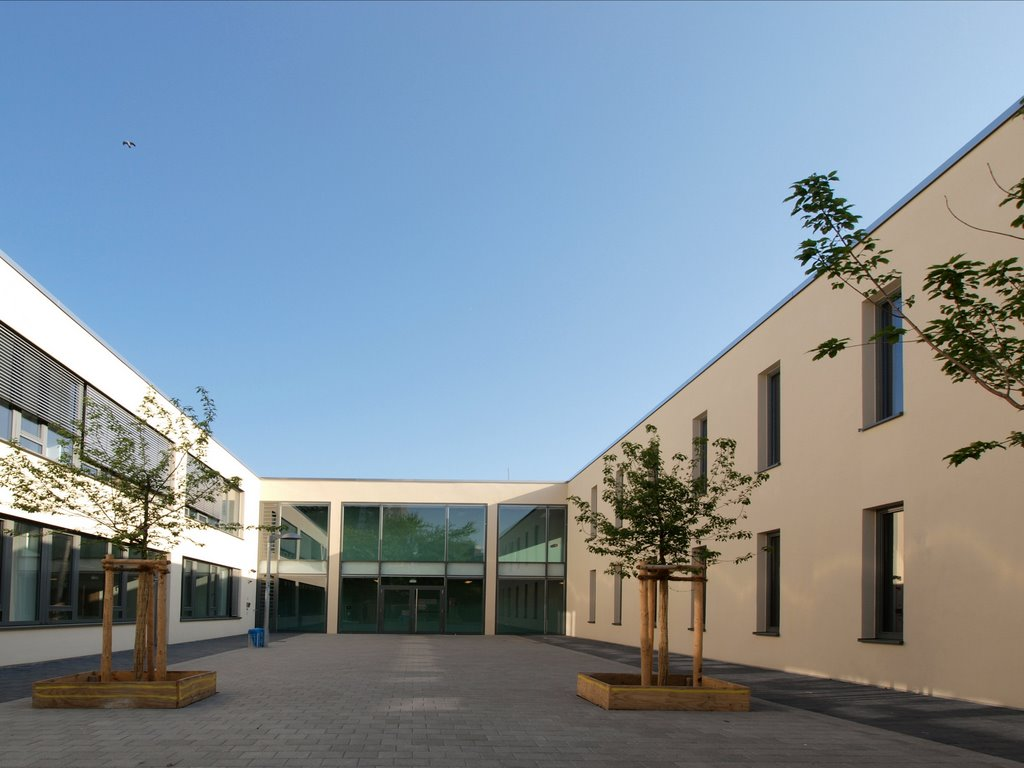
Die 2011 neu gebaute Vogelstang-Grundschule

### Bildung
Zunächst waren auf der Vogelstang drei Volksschulen, eine Hilfsschule (später Sonderschule) sowie eine Hauswirtschaftliche Schule und eine Oberschule (später Realschule und Gymnasium) geplant. Entsprechend dem Zuzug von jungen Familien waren zuerst Räumlichkeiten für Grundschüler notwendig, für die Pavillons aufgestellt wurden. Den Bildungsreformen der Zeit folgend beantragte die Stadt die Zulassung einer Integrierten Gesamtschule. Das Kultusministerium lehnte dies ab, genehmigte aber eine Kooperative Gesamtschule. Heute gibt es die Vogelstang-Grundschule, das Schulzentrum der Geschwister-Scholl-Schule, die Realschule und Gymnasium beinhaltet sowie eine Außenstelle der berufsbildenden Heinrich-Lanz-Schule. Bei der Geschwister-Scholl-Schule wurden Teile des Films Parkour gedreht.

## Persönlichkeiten
- Gerhard Widder (* 1940), Politiker (SPD), Oberbürgermeister von Mannheim von 1987 bis 2003
- Uwe Ochsenknecht (* 1956 in Biblis, aufgewachsen in Mannheim), Schauspieler
- Oscar Ortega Sánchez (* 1962 in Lampertheim), Schauspieler
- Nina Kunzendorf (* 1971), Schauspielerin